# OpenVAS
OpenVAS is een raamwerk van computerprogramma's die gebruikt worden om de beveiliging van computers en computernetwerken na te gaan. Het opensourcesoftwarepakket was aanvankelijk een aftakking van het soortgelijke softwarepakket Nessus, toen dat een commercieel pakket werd. In 2005 werd de software van Nessus gesloten, wat inhoudt dat niet iedereen de broncode ervan meer kan bekijken of wijzigen. Onder de naam GNessUs splitste het zich van Nessus af en ging later OpenVAS heten.
De naam OpenVAS staat voor Open Vulnerability Assessment System (Engels voor open beoordelingssysteem voor kwetsbaarheden). Het open in deze naam benadrukt, dat de broncode van dit raamwerk, in tegenstelling tot die van de voorganger Nessus, wel open is. De broncode is vrijgegeven onder de GNU General Public License (GPL).
OpenVAS kan op verschillende besturingssystemen geïnstalleerd worden, waaronder varianten van Windows en Linux. De installatie kan plaatsvinden door compilatie van de broncode, door installatie van binaire bestanden of door het in gebruik nemen van een virtuele machine. In februari 2012 kon OpenVAS ongeveer 2000 kwetsbaarheden in computersystemen detecteren. Dit is veel minder dan andere pakketten zoals Nessus kunnen detecteren. Het pakket kan diverse computers gelijktijdig controleren op kwetsbaarheden. Het ondersteunt verder SSL en WMI en kan rapporten genereren in diverse formaten, zoals XML, HTML en LaTeX. Het pakket is verder met een webserver geïntegreerd, maar kan ook met commandoregels, een command-line-interface (CLI), werken.
OpenVAS is in de programmeertaal C geschreven. Het ondersteunt de scripttaal Nessus Attack Scripting Language, wat meestal wordt afgekort als NASL. Hierdoor is het heel eenvoudig, zelf aanpassingen te maken aan OpenVAS, zowel aan het programma zelf, als aan scripts waarmee kwetsbaarheden in computersystemen geadresseerd worden.
Wat betreft natuurlijke talen wordt ondersteuning geboden voor vooral het Engels en Duits en Spaans.
Diverse andere programma's, vooral programma's die voor de beveiliging van computersystemen worden gebruikt, kunnen met OpenVAS worden geïntegreerd. Hieronder bevinden zich Nikto, nmap, ike-scan, snmpwalk, amap, ldapsearch, Security Local Auditing Daemon, ovaldi, pnscan, portbunny, strobe en w3af.
OpenVAS is een zusterproject van Software in the Public Interest.

## Versiegeschiedenis
- februari 2012: OpenVAS 4
- mei 2012: OpenVAS 5
- april 2013: OpenVAS 6
- april 2014: OpenVAS 7
- april 2015: OpenVAS 8
- maart 2017: OpenVAS 9